# Варбург, Аби
А́би Ва́рбург, собственно А́брахам Мо́риц Ва́рбург (нем. Abraham Moritz Warburg; 13 июня 1866, Гамбург — 26 октября 1929, там же) — немецкий историк искусства, этнограф и культуролог, первым (1892) применивший иконологический метод искусствоведческого анализа произведений, создатель библиотеки, ставшей крупным исследовательским центром, носящим имя учёного — институтом Варбурга.

## Биография и научная деятельность
Происходил из семьи известных еврейских банкиров Варбургов, в XVI веке перебравшихся из Италии (Болонья) в Германию. Будучи старшим из пяти братьев, должен был унаследовать семейный бизнес. Однако Аби не стал продолжать фамильное дело — в возрасте 13 лет он решил посвятить себя изучению истории искусства и уступил права первородства своему младшему брату Максу (1867—1946), взяв с того обещание покупать все книги, какие Аби потребуются. С 1886 года Варбург изучал историю искусства и археологию в Боннском университете, где отдавал предпочтение лекциям историка Карла Лампрехта, предлагавшего рассматривать произведения искусства как документы, являющиеся носителями визуальной информации об истории образования человечества, а также филолога Германа Узенера, изучавшего происхождение мифов. Летом 1888 года Варбург вместе с группой студентов посетил Флоренцию и там определился с направлением своей будущей работы — искусство итальянского Ренессанса — и первой темой в ней — творчество Боттичелли. Однако преподаватель Карл Юсти (автор знаменитых в то время книг о Винкельмане, Микеланджело и Веласкесе) отклонил формулировку темы о Боттичелли как не слишком интересную, после чего Варбург покинул Боннский университет и продолжил учёбу в Страсбурге.
В 1892 году он защитил докторскую диссертацию (опубликована в 1893 году) по двум шедеврам Боттичелли — Рождение Венеры и Примавера, в которой впервые применил иконологическую методику искусствоведческого анализа произведений. Затем продолжил обучение в Берлине, где слушал лекции по психологии. Ещё год он служил в армии, затем переехал во Флоренцию. Линия «Гамбург — Флоренция» сохраняется на протяжении всей жизни Варбурга; он говорит о себе:

«…еврей по крови, сердцем — житель Гамбурга, душой — флорентиец»— Аби Варбург.
В 1895—1896 годах Аби Варбург совершил путешествие в США. Сначала побывал на свадьбе младшего брата, а затем, в составе экспедиции Смитсоновского института, отправился в Нью-Мексико к индейцам пуэбло, где изучал их обычаи и старинные обряды. По возвращении в Гамбург (1897) он женился на художнице Мэри Херц, из богатой протестантской семьи. После свадьбы молодожёны переехали во Флоренцию, где Варбург работал в архивах (1897—1904). Затем вновь последовало возвращение в Гамбург, где Аби был избран членом правления Этнографического музея. Основная его научная тема тех лет — формирование и трансформации классической традиции в европейском искусстве. Среди работ, опубликованных Варбургом в этот период, — «Искусство портрета и флорентийская буржуазия» (1902); «Дюрер и итальянская античность» (1905), «Работающие крестьяне на бургундских коврах» (1907), «Последнее волеизъявление Франческо Сассетти» (1907).
От брака с  Мэри Херц учёный имел троих детей: Мариэтту (1899–1973), Макса Адольфа (1902–1974) и Фреду Шарлотту (1904–2004). 
Будучи состоятельным человеком, Варбург никогда не состоял на службе, отказывался от предложений кафедры, но переписывался с широким кругом коллег. Когда собрался Десятый Международный конгресс историков искусства в Риме (1912), Варбург, будучи одним из его вдохновителей (и казначеем), предоставил другому учёному право руководить немецкой делегацией; сам он выступил на этом конгрессе с докладом о фресках палаццо Скифанойя, ставшим одним из самых значительных событий конгресса. Варбург пользовался уважением в родном Гамбурге благодаря своей компетенции в вопросах искусства и образования и вёл активную общественную жизнь: читал лекции в гамбургском Кунстхалле, при его содействии был основан Гамбургский университет (1920) (где Варбург получил звание почётного профессора истории искусства и культуры).
Одним из главных занятий учёного стало создание библиотеки, собирание которой он начал ещё в отрочестве. Собрание книг Аби Варбурга не было домашней библиотекой или коллекцией в обычном смысле — это был методический научный аппарат изданий по искусствознанию и истории культуры, объём которого увеличивался весьма активно. Обещание, данное братом в 1879 году, имело далеко идущие финансовые последствия, но семья держала слово, и деньги на приобретение книг выдавались даже в самые сложные времена. Многие годы Варбург самостоятельно занимался приобретением и размещением книг, но в 1908 году он нанял научного библиотекаря, а в 1909 открыл свою частную библиотеку для исследователей и публики. При открытии библиотека Варбурга насчитывала 9000 томов, но уже через два года её фонды увеличились до 15 000 томов. В 1913 году в штат библиотеки был приглашён ученик Аби Варбурга Фриц Заксль (1890—1948), который сначала работал ассистентом-исследователем, а спустя шесть лет стал управляющим директором библиотеки.
С 1918 года Варбург страдал от приступов депрессии и шизофрении и по настоянию семьи был вынужден лечиться: вначале в Гамбурге, затем в Йене, совмещая лечение с занятиями научной деятельностью (в 1920 он написал работу «Язычески-античные пророчества в слове и изображении в эпоху Лютера»). С апреля 1921 по август 1924 года лечился в швейцарской неврологической клинике Людвига Бинсвангера в Кройцлингене. Во время его отсутствия библиотекой руководил Фриц Заксль, с которым Варбург постоянно переписывался, стараясь поддерживать связь с Гамбургом и научной жизнью.
С момента открытия библиотеки Аби Варбург вынашивал планы превратить её в исследовательский центр. В 1914 году он обсуждал возможность создания института, организации семинаров и исследовательских работ с привлечением немецких и зарубежных учёных. Эти планы начали осуществляться во время его болезни, когда после открытия Гамбургского университета стараниями Фрица Заксля Культурологическая библиотека Варбурга (Kulturwissenschaftliche Bibliothek Warburg) стала подразделением университета (1921). Библиотека (которую также стали называть Институтом Аби Варбурга) организовывала семинары, выпускала серию «Доклады библиотеки Варбурга». В ней работали Эрнст Кассирер, Эрвин Панофский и Эдгар Винд. В 1922 году в библиотеке появилась новая помощница — Гертруда Бинг (1892—1964), дипломница Кассирера. По окончании лечения и возвращении в Гамбург Варбург начал строительство нового здания для библиотеки.
Последним проектом Варбурга стала работа над трудом о культурной памяти — «Атласом Мнемозины», — отражающим историю визуальных образов в культуре стран средиземноморского региона и представленным на больших таблицах: «Макро- и микрокосмос», «Преследование и превращение», «Похищение женщин». Задуманные изначально как иллюстрации к лекциям, таблицы стали аналитическим материалом, где на одном поле сталкивались и сопоставлялись репродукции работ мастеров Возрождения, античной скульптуры, а также современные визуальные образы — марки, реклама, фотографии, в том числе и из газетной хроники. Эта масштабная работа осталась незавершённой, запланированные комментарии к атласу так и не были написаны. 26 октября 1929 года Аби Варбург скоропостижно скончался от инфаркта.
В декабре 1933 года фонды библиотеки, насчитывавшие уже 60 000 томов, были вывезены в Лондон, а в 1944 Институт Варбурга стал подразделением Лондонского университета. К Институту были близки, среди других, Эрнст Кассирер, Гершом Шолем, Эдгар Винд и Рудольф Виттковер. Винд и Виттковер с 1937 года издавали «Журнал института Варбурга».

## Характеристика научного метода
Аби Варбург освоил широкий горизонт учений своего времени. На его метод историка искусства оказали влияние работы Якоба Буркхардта, Тито Виньоли, Генриха Вёльфлина, Конрада Фидлера, Готтфрида Земпера. Для формирования его теории символа решающим было изучение постгегельянской эстетики Фридриха Теодора Фишера и книги Томаса Карлейля «Sartor Resartus». В разные периоды жизни мировоззрение Варбурга испытало влияние идей Ницше и Фрейда.
Варбург не создал целостного систематического учения, подобно методу формально-стилистического анализа Генриха Вёльфлина или иконологическому методу, разработанному Эрвином Панофским, однако в своих немногочисленных работах выдвинул или наметил ряд масштабных новаторских идей, которые оказали существенное воздействие на последующее развитие искусствознания и культурологии.
Девизом научного метода Аби Варбурга можно считать его знаменитые слова: «Бог — в деталях» («Der liebe Gott steckt im Detail»), но, по мнению Эрнста Кассирера, он мог позволить себе любовь к деталям именно потому, что никогда не терял понимания целостности собственного подхода. За отдельными произведениями искусства Варбург видел формирующие их энергии — силы человеческого существования, страстей и судьбы. В свою очередь, Эрвин Панофский считал, что Варбурга отличает не только внимание к детали, но и признание необходимости рассматривать историю человеческой культуры как историю «…человеческих страстей, которые в своей ужасной простоте — желание обладать, желание отдавать, желание убивать, желание умирать — остаются в своём сущностном слое постоянными и неизменными и лишь кажутся прикрытыми цивилизацией, и именно поэтому формообразующий дух должен одновременно открывать и укрощать их в постоянно возникающих новых образованиях культуры» Варбург открыл новые горизонты для истории искусства, отмечал Панофский, но было бы бессмысленно стараться перенять его методику и стиль мышления, потому что они связаны с его личностью и избранной им темой научного исследования.
Метод исследований и стиль мышления Аби Варбурга сложились в своеобразном переплетении его научных интересов: при всем богатом знании фактологии его не привлёк опыт знаточества, при стремлении к новаторству он не терял уважения к накопленному опыту и книжной грамотности, противопоставив узкой специализации широкую междисциплинарность, не ограничивался поверхностными сопоставлениями, а занимался поиском более глубоких связей. Заданная междисциплинарность и пафос новаторства способствовали тому, что Варбург упоминается и цитируется в огромном количестве работ на самые различные темы — как в истории искусства (от Ренессанса до авангарда XX века), так и в других гуманитарных дисциплинах: истории, социологии, филологии и лингвистике. Библиография, составленная Дитером Вуттке, насчитывает более 900 наименований.

## Наследие и признание
В 1929 году ближайшие соратники и преемники Аби Варбурга — Г. Бинг и Ф. Заксль — начинают готовить многотомное издание его работ и собирать материал для жизнеописания своего учителя. Два тома были опубликованы в 1932, но дальнейшая работа над проектом была прервана из-за вынужденной эмиграции. В Лондоне в 1936 в институт Варбурга поступает на работу молодой учёный, эмигрант из Австрии Эрнст Гомбрих. Он помогает изучить и систематизировать большое количество оставленных Варбургом черновиков и записок, но работа прерывается войной. Вернувшись в институт в 1947, Гомбрих предлагает Закслю и Бинг свою концепцию написания интеллектуальной биографии Варбурга — объединить его черновики и отрывки в аналитическом тексте вместе с жизнеописанием. Но этот подход не нашёл поддержки у руководства института.
В 1959 Эрнст Гомбрих сменяет Гертруду Бинг на посту директора института, а после её смерти наследует и почётную миссию написания биографии. Используя материалы, ранее подготовленные Фрицем Закслем, он осуществляет давно задуманную идею — совмещает повествование о жизненном пути и личности Варбурга с рассказом о его научных трудах. «Интеллектуальная биография» Аби Варбурга выходит в 1970 — через четыре года после столетнего юбилея Варбурга. Книга Гомбриха вызвала широкий интерес к личности и научным поискам Варбурга, выдержала ряд переизданий и переводов, цитируется всеми исследователями творчества Варбурга. В 1999 году в своей речи «Аби Варбург, его цели и методы» Гомбрих отметил две важные темы в творчестве Варбурга: жизнь образов в социальной памяти и вопросы их рецепции и трансляции в свете творчества отдельных художников. Образы достаются по наследству от прошлых столетий, но гений — это не только получатель, он ещё должен обладать энергией критического взаимодействия. К таким гениям-новаторам Эрнст Гомбрих причислил и самого Аби Варбурга.
Труды Варбурга повлияли на широкий круг историко-гуманитарных дисциплин, во многом определили проблемные и тематические разработки Эрвина Панофского, Эрнста Гомбриха, Фрэнсис Йейтс, Эрнста Роберта Курциуса, Вальтера Беньямина, дали начало развития иконологического метода в искусствоведческих исследованиях. В последние десятилетия интерес к его наследию значительно возрос, идеи Аби Варбурга развивают учёные новых поколений, среди них Карло Гинзбург, Джорджо Агамбен, Жорж Диди-Юберман.
C 1980 года в Гамбурге вручается премия Аби Варбурга. В 1988 году её лауреатом стал Майкл Баксендолл, в 1992 — Карло Гинзбург. В 1993 году в Гамбурге был основан второй Институт Аби Варбурга.

## Посмертные публикации
- Gesammelte Schriften. — Bd. 1—2. — Leipzig: B.G. Teubner, 1932 (многократно дополнялось и переиздавалось).
- Der Bilderatlas Mnemosyne. — Berlin: Akademie Verlag, 2000.

## Издания на русском языке
- Великое переселение образов. Исследование по истории и психологии возрождения античности. — СПб.: Азбука-Классика, 2008 (с биографическим очерком-предисловием И. А. Доронченкова).

## Комментарии
1. ↑  Однако сам Аби Варбург не разработал иконологический метод в систематическое учение, это было сделано в трудах его последователя Эрвина Панофского.
2. ↑  Когда Варбург начинал работать, флорентийское искусство ещё воспринималось через призму творчества прерафаэлитов, а работы Боттичелли — в инерции распространённого представления об их наивном весеннем очаровании[5].
3. ↑  Их брак не встретил одобрения ни в ортодоксальной еврейской семье Аби Варбурга, ни у родителей Мэри Херц.
4. ↑  В этом докладе Варбург новаторски раскрыл влияние астрологических символов на программу фресок палаццо Скифанойя в Ферраре и сформулировал ряд положений иконологического анализа произведений искусств.
5. ↑  Переписка Варбурга с владельцем клиники и лечащим врачом доктором Людвигом Бинсвангером опубликована в 2007 году[8].
6. ↑  Panofsky E. A. Warburg // Mnemosyne: Beiträge zum 50. Todestag von Aby M. Warburg. — Göttingen, 1979. — S. 29—30[14].
7. ↑  Книга Гомбриха вызвала и ряд критических отзывов. Самый резкий из них принадлежит Эдгару Винду (1900—1971), активно работавшему в Институте Варбурга в 1930-х годах и лично знавшему Аби Варбурга[17].